# IJzerenbrug (Willebroek)
De IJzerenbrug is een ijzeren draaibrug over het Zeekanaal Brussel-Schelde in Willebroek. De brug ligt ten noorden van de Vredesbrug in Willebroek. De enkelsporige spoorlijn 54 (Mechelen - Sint-Niklaas) loopt over deze brug.
De brug draait in wijzerzin open in het midden van het zeekanaal waardoor twee vaargeulen ontstaan. De oostelijke vaargeul is door een constructie beperkt in hoogte tot 9 m. De westelijke vaargeul is 19,9 m breed en is onbeperkt in hoogte. Op de oostelijke oever van het kanaal, ten noorden van de spoorlijn, staat een bedieningshuis van Infrabel.

## Geschiedenis
De allereerste spoorwegbrug werd gebouwd in 1869 bij de aanleg van de spoorlijn Mechelen - Terneuzen. Ze werd in 1871 ingehuldigd. In 1911 werd ze vervangen door een nieuwe brug, die in 1940 tijdens de Tweede Wereldoorlog zwaar beschadigd geraakte. Tussen 1940 en 1950 was er geen spoorwegverkeer mogelijk over de brug. In 1949-1950 werd de beschadigde brug hersteld en aangepast tot de huidige brug.

## Naamgeving
De naam is niet zozeer afgeleid van het materiaal waarvan de brug gemaakt is, maar wel van het bedrijf dat de huidige brug bouwde in de periode 1949-1950, met name de in 1875 opgerichte Société Anonyme de Construction et des Ateliers de Willebroek - in de volksmond de mannen van den IJzeren genaamd. Hetzelfde bedrijf was onder meer verantwoordelijk voor de bouw van de nabijgelegen Vredesbrug in Willebroek en de Dom Luis I Brug in de Portugese stad Porto.
De brug wordt ook wel De Meutte genoemd, naar de initialen "MT" op de locomotieven van de spoorwegmaatschappij Mechelen-Terneuzen, die in 1870-1871 tussen Mechelen en Terneuzen een spoorlijn liet aanleggen.

## Afbeeldingen

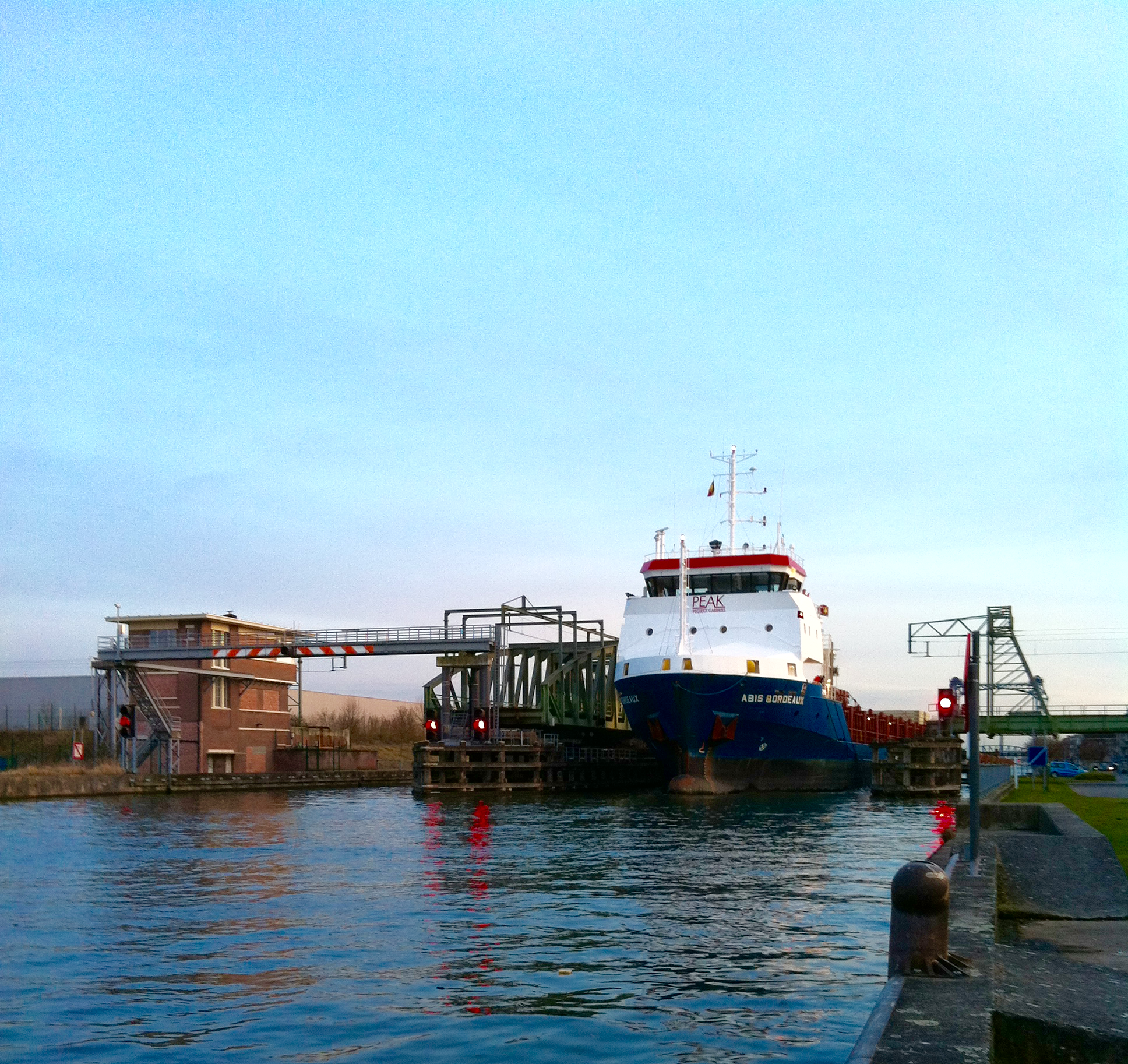
IJzerenbrug geopend voor een zeeschip, 2015.

Van Praetbrug · Budabrug · Viaduct van Vilvoorde · Salangaanbrug · Europabrug · Willemsbrug · Verbrande Brug · Humbeekbrug · Jan Bogaertsbrug · Brielenbrug · Ringbrug · Vredesbrug · IJzerenbrug · Victor Dumonbrug · Boulevardbrug · Nijverheidsbrug